# Otłoczyn (stacja kolejowa)
Otłoczyn – stacja kolejowa w Otłoczynie, w województwie kujawsko-pomorskim. 19 sierpnia 1980 roku na odstępie Otłoczyn – Brzoza Toruńska doszło do największej katastrofy kolejowej w powojennej Polsce.

## Ruch pasażerski
| Rok  | Wymiana pasażerska na dobę |
| ---- | -------------------------- |
| 2017 | 20-49                      |
| 2022 | 100-149                    |